# Sbarco di Maria de' Medici a Marsiglia
Lo Sbarco di Maria de' Medici a Marsiglia è un dipinto realizzato da Peter Paul Rubens tra il 1622 e il 1625; misura cm 394x295. 
Fa parte del celebre Ciclo di Maria de' Medici, custodito a Parigi, nel Musée du Louvre.

## Storia e descrizione
In questo quadro si rappresenta un tema storico. Maria de' Medici, che era stata la regina della Francia come consorte di Enrico IV, era al momento dell'esecuzione delle immagini la regina madre e reggente, dato che il re Luigi XIII era salito al trono all'età di nove anni (nel 1610). L'ordinativo del quadro era stato fatto da Maria stessa, allo scopo di rafforzare la sua sovranità e legittimità in un momento in cui suo figlio Luigi era in conflitto con la madre. Il programma di tutta la serie era stato ideato dall'abate di Saint-Ambroise, ma ugualmente la Regina, il Cardinale Richelieu e il pittore stesso hanno contribuito al soggetto con le loro proposte.
Rubens disegnò gli schizzi a Parigi, ma l'esecuzione fu eseguita con l'aiuto di collaboratori ad Anversa. Mentre le immagini della serie sono conservate nel Louvre, i cartoni si trovano nella Alte Pinakothek di Monaco di Baviera.
Il quadro rappresenta un evento storico che si è verificato il 3 novembre 1600: Maria de' Medici arriva a Marsiglia. Allegorie della Francia e della città lo completano; la Fama vola sopra la scena. La composizione è decentrata, con un dinamismo tipicamente barocco. Insieme con i personaggi storici o reali del piano superiore, coesistono i personaggi mitologici del mare, tra i quali abbondano i nudi ed i colori caldi tipici della scuola veneziana. Ci sono infatti Nettuno, Tritone, Nereo e le Nereidi, che hanno accompagnato la nave per assicurare un viaggio ininterrotto: si tratta di un artificio simbolico e figurativo per eliminare i confini tra le forze storiche o terrene e quelle eterne.